# Olbia Calcio 1993-1994
Questa pagina raccoglie le informazioni riguardanti l'Olbia Calcio nelle competizioni ufficiali della stagione 1993-1994.

## Rosa
| N. |                   | Ruolo | Calciatore        |
| -- | ----------------- | ----- | ----------------- |
|    | Italia (bandiera) | C     | Michele Biagianti |
|    | Italia (bandiera) | C     | Giovanni Casu     |
|    | Italia (bandiera) | C     | Francesco Comiti  |
|    | Italia (bandiera) | A     | Corrado Cortesi   |
|    | Italia (bandiera) | P     | Diego D'Appello   |
|    | Italia (bandiera) | D     | Michele Fadda     |
|    | Italia (bandiera) | A     | Felice Falaguerra |
|    | Italia (bandiera) |       | Daniele Fois      |
|    | Italia (bandiera) | C     | Emanuele Frattin  |
|    | Italia (bandiera) | C     | Mario Giua        |
|    | Italia (bandiera) | C     | Gian Marco Lai    |
|    | Italia (bandiera) | C     | Alessandro Manca  |

| N. |                   | Ruolo | Calciatore             |
| -- | ----------------- | ----- | ---------------------- |
|    | Italia (bandiera) |       | Paolo Marchesini       |
|    | Italia (bandiera) | D     | Massimo Mariani        |
|    | Italia (bandiera) | D     | Francesco Milia        |
|    | Italia (bandiera) | C     | Luigi Molino           |
|    | Italia (bandiera) | C     | Alessandro Occhioni    |
|    | Italia (bandiera) | P     | Armando Pantanelli     |
|    | Italia (bandiera) | A     | Andrea Petroni         |
|    | Italia (bandiera) | C     | Pier Giovanni Rutzittu |
|    | Italia (bandiera) | C     | Riccardo Secci         |
|    | Italia (bandiera) | D     | Stefano Sermenghi      |
|    | Italia (bandiera) | D     | Luigi Sottana          |
|    | Italia (bandiera) | C     | Ernesto Truddaiu       |

## Risultati

### Campionato

#### Girone di andata
| 12 settembre 1993 1ª giornata | Olbia | 1 – 0 | Cittadella |  |

| 19 settembre 1993 2ª giornata | Solbiatese | 1 – 2 | Olbia |  |

| 26 settembre 1993 3ª giornata | Olbia | 3 – 0 | Pergocrema |  |

| 3 ottobre 1993 4ª giornata | Aosta | 0 – 2 | Olbia |  |

| 10 ottobre 1993 5ª giornata | Olbia | 1 – 0 | Torres |  |

| 17 ottobre 1993 6ª giornata | Centese | 0 – 0 | Olbia |  |

| 24 ottobre 1993 7ª giornata | Olbia | 1 – 1 | Lumezzane |  |

| 7 novembre 1993 8ª giornata | Ospitaletto | 3 – 1 | Olbia |  |

| 14 novembre 1993 9ª giornata | Olbia | 0 – 0 | Trento |  |

| 21 novembre 1993 10ª giornata | Pavia | 2 – 1 | Olbia |  |

| 28 novembre 1993 11ª giornata | Olbia | 2 – 1 | Lecco |  |

| 5 dicembre 1993 12ª giornata | Olbia | 0 – 0 | Legnano |  |

| 12 dicembre 1993 13ª giornata | Crevalcore | 0 – 0 | Olbia |  |

| 19 dicembre 1993 14ª giornata | Olbia | 0 – 0 | Tempio |  |

| 16 gennaio 1994 15ª giornata | Giorgione | 1 – 1 | Olbia |  |

| 23 gennaio 1994 16ª giornata | Olbia | 2 – 1 | Vogherese |  |

| 30 gennaio 1994 17ª giornata | Novara | 0 – 2 | Olbia |  |

#### Girone di ritorno
| 6 febbraio 1994 18ª giornata | Cittadella | 0 – 0 | Olbia |  |

| 13 febbraio 1994 19ª giornata | Olbia | 1 – 0 | Solbiatese |  |

| 20 febbraio 1994 20ª giornata | Pergocrema | 1 – 1 | Olbia |  |

| 6 marzo 1994 21ª giornata | Olbia | 2 – 2 | Aosta |  |

| 13 marzo 1994 22ª giornata | Torres | 0 – 1 | Olbia |  |

| 20 marzo 1994 23ª giornata | Olbia | 1 – 1 | Centese |  |

| 27 marzo 1994 24ª giornata | Lumezzane | 1 – 1 | Olbia |  |

| 10 aprile 1994 25ª giornata | Olbia | 1 – 1 | Ospitaletto |  |

| 17 aprile 1994 26ª giornata | Trento | 1 – 1 | Olbia |  |

| 24 aprile 1994 27ª giornata | Olbia | 1 – 0 | Pavia |  |

| 1º maggio 1994 28ª giornata | Lecco | 1 – 1 | Olbia |  |

| 15 maggio 1994 29ª giornata | Legnano | 1 – 0 | Olbia |  |

| 22 maggio 1994 30ª giornata | Olbia | 1 – 2 | Crevalcore |  |

| 29 maggio 1994 31ª giornata | Tempio | 1 – 1 | Olbia |  |

| 5 giugno 1994 32ª giornata | Olbia | 1 – 0 | Giorgione |  |

| 12 giugno 1994 33ª giornata | Vogherese | 0 – 1 | Olbia |  |

| 19 giugno 1994 34ª giornata | Olbia | 3 – 0 | Novara |  |